# Synchlora pomposa
Synchlora pomposa là một loài bướm đêm trong họ Geometridae.